# Philippe de Chauveron
Philippe de Chauveron is een Franse regisseur en scenarioschrijver geboren op 15 november 1965 te Parijs.

## Biografie
Hij studeerde aan de l'École supérieure d'études cinématographiques in 1986.
Hij is de auteur van meerdere komedies waaronder de bekendste Qu'est-ce qu'on a fait au Bon Dieu? met Christian Clavier. In totaal werd deze film 12 miljoen keer bezocht. Zijn broer, Marc de Chauveron, is zijn co-scenarioschrijver geweest bij een aantal van zijn films.

## Filmografie

### Regisseur
- 1989 - Gros
- 1999 - Les Parasites
- 2005 - L'Amour aux trousses
- 2011 - L'Élève Ducobu
- 2012 - Les Vacances de Ducobu
- 2014 - Qu'est-ce qu'on a fait au Bon Dieu?
- 2016 - Débarquement immédiat
- 2017 - À bras ouverts[1]
- 2019 - Qu'est-ce qu'on a encore fait au Bon Dieu?
- 2022 - Qu'est-ce qu'on a tous fait au Bon Dieu?

### Scenarioschrijver
- 1995 : Les Truffes van Bernard Nauer
- 1999 : Les Parasites
- 2003 : La Beuze van François Desagnat en Thomas Sorriaux
- 2005 : L'Amour aux trousses
- 2009 : Neuilly sa mère van Gabriel Julien-Laferrière
- 2011 : L'Élève Ducobu
- 2012 : Les Vacances de Ducobu
- 2012 : Les Seigneurs van Olivier Dahan
- 2014 : Qu'est-ce qu'on a fait au Bon Dieu?
- 2019 : Qu'est-ce qu'on a encore fait au Bon Dieu?
- 2022 - Qu'est-ce qu'on a tous fait au Bon Dieu?

- Bibsys: 15010848
- Biblioteca Nacional de España: XX5573651
- Bibliothèque nationale de France: cb14086970g (data)
- Catàleg d'autoritats de noms i títols de Catalunya: 981058524979206706
- CiNii: DA18728715
- Gemeinsame Normdatei: 1063063930
- International Standard Name Identifier: 0000 0000 4196 1095
- Library of Congress Control Number: n2008028912
- Nationale Bibliotheek van Tsjechië: xx0243571
- Nederlandse Thesaurus van Auteursnamen: 383257336
- Système universitaire de documentation: 16404373X
- Virtual International Authority File: 66671824
- WorldCat: E39PBJc7T6dpPrQjwGhppPMXVC